# Dolok Hataran
Dolok Hataran is een bestuurslaag in het regentschap Simalungun van de provincie Noord-Sumatra, Indonesië. Dolok Hataran telt 3929 inwoners (volkstelling 2010).